# Инцидент с Новой 4-й армией
Инцидент с Новой 4-й армией (кит. 新四軍事件) или Инцидент в южной части провинции Аньхой (кит. 皖南事变) — конфликт, произошедший в январе 1941 года во время японо-китайской войны (1937—1945) между КПК и правительством Гоминьдана.

## Предыстория
Случившийся в 1937 году Сианьский инцидент формально прекратил вооружённую борьбу между КПК и Гоминьданом, обе партии сформировали Объединённый фронт для противостояния японской агрессии. В соответствии с достигнутыми договорённостями о переходе коммунистических войск под командование Чан Кайши, в августе 1937 года гоминьдановское правительство издало приказ о переименовании войск КПК в 8-ю армию НРА (подтверждено приказом Военного комитета КПК от 25 августа 1937 года). В декабре 1937 года из бывших частей Красной армии и местных партизанских отрядов в низовьях Янцзы, на территории, уже оккупированной японцами, начала формироваться Новая 4-я армия, также подконтрольная коммунистам.
Однако мирное сосуществование между КПК и Гоминьданом длилось недолго. Уже через год обострились постоянные стычки между частями гоминьдановцев и частями, подконтрольными коммунистам. Долго накапливавшееся напряжение достигло апогея осенью 1940 года, после наступления коммунистических войск, известного как «Битва ста полков». Чан Кайши воспринял победу коммунистов как свидетельство недопустимо возросшей боеспособности Красной армии, и решил её ослабить.
В октябре 1940 года гоминьдановский Военный совет высказал негодование, что Новая 4-я армия создаёт опорные базы в районах Нанкина, Шанхая и Ханчжоу. Совет указал, что это нарушает равновесие между Гоминьданом и Компартией, и идёт вразрез с приказом верховного главнокомандующего Чан Кайши о дислокации войск в Китае. Состоялся резкий разговор между Чан Кайши и Чжоу Эньлаем, в ходе которого Чан Кайши заявил, что КПК
проявила себя нехорошо, перешла в другой район, расширяя своё влияние, увеличивая без разрешения свои войска, организуя партизанские отряды, сосредоточивая свои войска вокруг войск центрального правительства.
Для урегулирования возникших вопросов Чан Кайши в категорической форме предложил перевести войска Новой 4-й армии на северный берег Янцзы, в противном случае угрожая выступить против армии КПК и уничтожить её по частям. В заключение он добавил, что войска КПК необходимо сосредоточить в указанном им месте и ограничить их численность 80 тысячами солдат — тогда военный министр Хэ Инцинь выполнит его приказ о снабжении КПК боеприпасами и деньгами.
Заявление Чжоу Эньлая о том, что части Новой 4-й армии 1 декабря начали подходить к южному берегу Янцзы для переправы на север, не повлияло на позицию Чан Кайши и его генералов: уже было решено «преподать коммунистам урок». 19 декабря 1940 года Хэ Инцинь подписал приказ о разгроме штабной колонны Новой 4-й армии.

## Ход событий
На штабную колонну Новой 4-й армии, в которой было около 9 тысяч человек, совершили внезапное нападение 12 дивизий командующего 3-го военного района Гу Чжутуна. Коммунистические войска, уступавшие в численности нападавшим примерно в 7 раз, были полностью разгромлены, командующий Новой 4-й армией генерал Е Тин попал в плен, заместитель Е Тина — Сян Ин — был ранен в бою, схвачен и зверски убит. 17 января Чан Кайши издал приказ о расформировании Новой 4-й армии и предании суду её командующего.
По всей стране начались репрессии правительства Гоминьдана против КПК и её организаций: были закрыты представительства 8-й армии в провинции Гуанси, начались аресты молодёжи на территории 6-го военного района, и т.д.

## Реакция на конфликт
18 января 1941 года газета «Синьхуа жибао» в Чунцине опубликовала стихотворение Чжоу Эньлая, посвящённое вероломному нападению гоминьдановских войск на Новую 4-ю армию:
Большое зло, равного которому не знала история,

Учинено к югу от Янцзы в отношении Е Тина.

Почему среди членов одной семьи

Один поднял нож на другого?
Стихотворение было помещено на том месте газетной полосы, где должно было находиться изъятое цензурой сообщение об инциденте. Когда гоминьдановцы стали избивать газетчиков, продававших этот номер «Синьхуа жибао», то Чжоу Эньлай вместе с сотрудниками представительства КПК в Чунцине сам стал продавать газеты на улицах города.
22 января 1941 года КПК предъявила чунцинскому правительству «Двенадцать требований», среди которых были немедленное повсеместное прекращение военных действий против КПК, прекращение политического террора по всей стране, освобождение Е Тина и восстановление его в должности командующего армией, возвращение захваченных во время инцидента со штабной колонной Новой 4-й армии пленных и оружия и т. д. Так как их публикация в газете «Синьхуа жибао» была запрещена цензурой, список требований стали распространять в форме листовок.
В связи с инцидентом с Новой 4-й армией посол СССР в Китае А. С. Панюшкин специально посетил Чан Кайши и заявил, что правительство Советского Союза интересует вопрос, будет ли он впредь продолжать вооружённую борьбу против Новой 4-й армии и 18-й армейской группы (как в то время именовалась 8-я армия). Чан Кайши встретил вопрос советского правительства и заявление посла очень нервозно. Послу пришлось трижды повторять вопрос, интересовавший советское правительство. В конце концов Чан Кайши заявил, что сделает всё от него зависящее, чтобы мирным путём урегулировать конфликт и не допустить развязывания гражданской войны, и попросил доложить об этом советскому правительству.
Прибывший в Чунцин в конце декабря 1940 года новый советский военный атташе генерал-лейтенант В. И. Чуйков при первых же встречах с военным министром Хэ Инцинем и начальником генерального штаба Бай Чунси выразил своё недоумение «заранее спланированным нападением правительственных войск на Новую 4-ю армию, которая неплохо сражалась с японскими войсками». В беседах с другими ответственными военными работниками чунцинского правительства Чуйков недвусмысленно давал понять, что междоусобная война в Китае может привести к прекращению помощи Советского Союза. Так как в конце 1940 — начале 1941 годов СССР был единственной страной, регулярно снабжавшей Китай военными материалами, то угрозы представителей СССР произвели отрезвляющее воздействие на гоминьдановское руководство.

## Разрешение конфликта
Нападение на Новую 4-ю армию вызвало бурю возмущений в Особом районе, и Мао Цзэдун был склонен использовать этот инцидент в качестве предлога для разрыва единого антияпонского фронта. Георгию Димитрову пришлось 4 февраля отправить специальную телеграмму в Яньань с просьбой о пересмотре позиции КПК. В результате давления, оказанного советским правительством и Коминтерном на руководителей как КПК, так и Гоминьдана, единый антияпонский фронт удалось сохранить.
В начале марта состоялась сессия Национально-политического консультативного совета Китая, которую делегаты-коммунисты бойкотировали в связи с отсутствием ответа на «12 требований». 2 марта коммунисты издали новый вариант «12 требований». 14 марта 1941 года Чжоу Эньлай посетил Чан Кайши, который вёл с ним беседу в примирительных тонах, но на 12 требований КПК не ответил. Тем не менее угроза неизбежного вооружённого столкновения между КПК и Гоминьданом была на какой-то период устранена.